# عاریه
عاریه در فقه و حقوق ایران به عقد جائزی گفته می‌شود که به موجب آن یک طرف عقد به طرف دیگر اجازه می‌دهد که در زمان معینی از عین مال او به رایگان استفاده کند. عاریه دهنده را معیر و عاریه گیرنده را مستعیر می‌گویند. هر چیزی که با استفاده‌اش اصلش از بین نرود می‌تواند موضوع عقد عاریه قرار گیرد.

## ریشه نام
عاریه در لغت به معنای چیزی که کسی برای انتفاع موقت از دیگری بگیرد و بعد پس بدهد و به معنی آن چه که گرفته به شرط برگرداندن، است. همچنین چیزی است که قابل داد و ستد باشد و وجه تسمیهُ آن عار بودن اخذ عاریه است.

## عاریه در قانون مدنی ایران
قانون مدنی ایران به پیروی از فقه ، در ماده 635 عاریه را اینگونه تعریف نموده است:عاریه عقدی است که به موجب آن یکی از طرفین به طرف دیگر اجازه می‌دهد که از عین مال او مجانا منتفع شود. عاریه دهنده را معیر و عاریه گیرنده را مستعیر گویند.
وحسب ماده 638 قانون مذکور عاریه عقدی است جایز و به موت هر یک از طرفین منفسخ می‌شود .